# Зверковский, Леонид Васильевич
Леонид Васильевич Зверковский (30 августа 1930, Изюмовка, Западно-Сибирский край — 19 марта 2014, Москва) — комсомольский и партийный деятель, начальник Главного управления государственной автомобильной инспекции МВД СССР, генерал-лейтенант (1987).

## Биография
Леонид Васильевич Зверковский родился 30 августа 1930 года в семье кадрового пограничника в селе Изюмовка Борисовского района Западно-Сибирского края, ныне село — административный центр Изюмовского сельского поселения Шербакульского района Омской области.
В 1931 году отца переводят в Казакскую АССР, где и прошло детство Леонида: Алма-Ата, Панфилово, Бахты, Зайсан, затем освобожденный Львов. В 1949 году семья переехала в город Молотов (ныне Пермь), где отец продолжил службу в органах МВД в звании полковника пограничной службы.
Навыки организаторской работы приобрел в школе: был председателем ученического комитета, секретарем комсомольской организации школы.
В 1951 году окончил Московское пограничное военное училище МВД СССР.
С 1951 года по октябрь 1955 года служил в пограничных войсках: заместитель начальника по политической части заставы Пришибского ПОГО УПВ МГБ Азербайджанского округа, затем в Сухумском и Новороссийском ПОГО УПВ МГБ – МВД Грузинского (с 1954 г. – Закавказского) округа.
С октября 1955 года по август 1958 года 1-й секретарь Сочинского городского комитета ВЛКСМ.
С августа 1958 года по май 1961 года 1-й секретарь Краснодарского краевого комитета ВЛКСМ. 15—16 января 1961 года в Краснодаре произошли массовые беспорядки, в ходе которых был убит школьник и ранены 39 человек, частично разгромлено здание крайкома КПСС.
С апреля 1961 года по май 1963 года начальник Управления охраны общественного порядка Исполнительного комитета Краснодарского краевого Совета, полковник внутренней службы.
В 1962 году окончил Всесоюзный заочный юридический институт
С 1963 года по 1965 год заместитель заведующего Отделом партийных органов Краснодарского краевого комитета КПСС.
С 1965 года по 1967 год уполномоченный КГБ по городу и порту Новороссийск.
С 1967 года по 1971 год начальник Отдела КГБ по городу и порту Новороссийск.
В 1969 году окончил Высшую школу КГБ СССР
С 1971 года по 1975 год заместитель начальника Управления КГБ по Архангельской области.
С 1975 года по 1982 год начальник Управления КГБ по Курганской области.
С 1982 года по 1983 год начальник III-го отдела Инспекторского управления КГБ СССР.
С 1983 года по март 1984 года заместитель начальника Главного управления уголовного розыска МВД СССР, генерал-майор.
С марта 1984 года по 1989 год начальник Главного управления государственной автомобильной инспекции МВД СССР, генерал-майор, затем — генерал-лейтенант.
В течение 5 лет руководитель Рабочей группы по безопасности дорожного движения Международной комиссии по транспорту и связи Совета Экономической Взаимопомощи.
В 1986 году член правительственной комиссии в Чернобыле. Возглавлял оперативную группу МВД СССР численностью 3300 чел. по ликвидации аварии на Чернобыльской АЭС.
Указом Президиума Верховного Совета РСФСР от 6 октября 1989 года создано Министерство внутренних дел РСФСР. Таким образом начался процесс разделения союзных и российских структур ГАИ. Начальником ГУ ГАИ МВД СССР был назначен Борис Александрович Коряковцев, а начальником Управления ГАИ МВД РСФСР назначен Энгельс Михайлович Ваулин.
В 1989 году начальник Управления по резерву назначения I-го главного управления КГБ СССР, генерал-лейтенант.
С 1989 года по 1991 год заместитель руководителя Представительства КГБ СССР при МВД и органах контрразведки Кубы, генерал-лейтенант.
С 1991 года по июнь 1992 года находился в резерве Управления кадров Министерства безопасности Российской Федерации.
С июня 1992 года на пенсии
С 1993 года по 1997 год преподавал в Академии управления МВД России, доцент.
Находясь на пенсии занимался общественной деятельностью: с 1998 года Леонид Васильевич — председатель Совета Московской региональной организации Общероссийской общественной организации инвалидов «Союз Чернобыль».
До 2003 года руководил Межрегиональным Советом организации инвалидов «Союз Чернобыль».
Леонид Васильевич Зверковский умер в г. Москве 19 марта 2014 года. Похоронен в Москве, на Троекуровском кладбище, участок 22а

## Награды и звания
- Четыре ордена:
  - Орден Мужества — за мужество и самоотверженность, проявленные при ликвидации последствий аварии на Чернобыльской АЭС
  - Орден Дружбы, 16 июля 2011 года — за активную общественную работу по социальной защите инвалидов-«чернобыльцев»[7]
  - Орден Красной Звезды
  - Орден «Знак Почёта», 1971 год
- Двадцать медалей
- Знак «Заслуженный работник МВД»
- Знак «Почётный сотрудник госбезопасности»
- Почетный знак МЧС России «За заслуги»
- Награды семи иностранных государств[8]
- Грамота ФСБ России «За вклад в обеспечение безопасности государства»
- Лауреат премии МВД России

29 октября 1987 года присвоено звание генерал-лейтенант.

## Память
- Иванов Г. А. Зверковский Леонид Васильевич — Чекист, Гражданин, Патриот. — Курган: Экономика и реформы, 2017. — 68 с. — 100 экз.[9]

## Семья
Жена (с 1953 года) Виталина Евгеньевна.